# Mentone (Alabama)
Pour les articles homonymes, voir Mentone.
Mentone est une municipalité américaine située dans le comté de DeKalb en Alabama.
Selon le recensement de 2010, sa population est de 360 habitants. La municipalité s'étend sur 4,68 milles carrés (12,12 km2).
Mentone est fondée par John Mason, qui souhaite en faire une station touristique. Elle doit son nom à la ville française de Menton. La localité devient une municipalité en 1971.

## Démographie
| 1940 | 1950 | 1960 | 1970 | 1980 | 1990 | 2000 | 2010 |
| ---- | ---- | ---- | ---- | ---- | ---- | ---- | ---- |
| 154  | 241  | 250  | 407  | 476  | 474  | 451  | 360  |